# 信長の野望・新生
『信長の野望・新生』（のぶながのやぼう・しんせい）は、コーエーテクモゲームスより2022年7月21日に発売の歴史シミュレーションゲーム。「信長の野望シリーズ」の第16作で、シブサワ・コウ40周年記念作品。
2023年7月20日には新システムを追加したパワーアップキットが発売された。2025年6月5日にはNintendo Switch 2、PlayStation 5に対応し、新たな武将特性や新規シナリオを追加した『信長の野望・新生 with パワーアップキット Complete Edition』が発売予定。

## 概要
プロデューサーは小笠原賢一、パッケージイラストは日田慶治、オープニングムービーは樋口真嗣（制作監督）がそれぞれ担当している。
郡や代官が任命できるようなった。

## シナリオ
信長元服
1546年1月
尾張統一
1553年4月
桶狭間の戦い
1560年4月
信長包囲網
1570年4月
夢幻の如く
1582年1月
群雄繚乱
1618年2月
世代を越えた武将たちが集結した仮想シナリオ。
長篠設楽原の戦い
1575年4月
全機種版早期購入特典。
小牧長久手の戦い
1584年2月
全機種ダウンロード版プレオーダー特典。
天正猿芝居
1580年8月
TREASURE BOXおよびDigital Deluxe Edition限定の仮想シナリオ。
以下はPKでの追加シナリオである。
天下布武
1567年8月
三方ヶ原の戦い
1572年12月
天下無事ならず
1591年10月
関ヶ原の戦い
1600年7月
大坂の陣
1614年8月
鉄砲伝来
1543年9月
PK版TREASURE BOXおよびDigital Deluxe Edition限定のシナリオ。
兄弟相克
1556年3月
全機種版PKダウンロード版プレオーダー特典。
手取川の戦い
1577年8月
全機種版PK早期購入特典。

## 出演声優
- 菅生隆之 (ナレーション)
- 杉田智和 (織田信長)
- 高木渉 (豊臣秀吉/冷静男)
- 梅原裕一郎 (伊達政宗)
- 櫻井孝宏 (明智光秀)
- 綿貫竜之介 (徳川家康/勇敢男)
- 最上嗣生 (武田信玄/老人男)
- 鈴木崚汰 (上杉謙信/威厳男)
- 下山吉光 (毛利元就/乱暴男)
- 川野剛稔 (普通男/策士男)
- 眞對友樹也 (豪傑男/上品男)
- 久保ユリカ (普通女)
- 花守ゆみり (勇敢女/優しい女)

## テーマソング
『雷鳴』／氷川きよし
- 作詞：田村直美 作曲：福山芳樹 編曲：高藤大樹